# Бхактапур (район)
Бхактапур (непальск. भक्तपुर जिल्ला) — один из 75 районов Непала. Входит в состав зоны Багмати, которая, в свою очередь, входит в состав Центрального региона страны. Административный центр — город Бхактапур.
Граничит с районом Катманду (на севере), районом Каврепаланчок (на юге и юго-востоке) и районом Лалитпур (на юго-западе). Площадь района составляет 119 км², что делает его самым маленьким районом страны. Бхактапур — один из 3 районов, расположенных в долине Катманду (другие 2 — Катманду и Лалитпур).
Население по данным переписи 2011 года составляет 304 651 человек, из них 154 884 мужчины и 149 767 женщин. По данным переписи 2001 года население насчитывало 225 461 человек. 87,85 % населения исповедуют индуизм; 9,18 % — буддизм; 1,97 % — христианство и 0,49 % — ислам.